# Donald Burgess
Donald Christopher Burgess (Hendon, Barnet, Londres, 8 de febrer de 1933) és un ciclista anglès, ja retirat, que va córrer durant els anys 50 del segle xx.
Durant la seva carrera esportiva va prendre part en dos Jocs Olímpics. El 1952, a Hèlsinki, va guanyar la medalla de bronze en la prova de persecució per equips, formant equip amb Alan Newton, Ronald Stretton i George Newberry. El 1956, a Melbourne, tornà a repetir medalla de bronze en la prova de la mateixa prova, aquesta vegada formant equip amb John Geddes, Michael Gambrill i Tom Simpson.
El 1958 va emigrar a Austràlia, on va continuar corrent.